# Aglaofamo
Aglaofamo, o Aglaophamus, secondo la tradizione, sarebbe stato il maestro di Pitagora. Figura semileggendaria, avrebbe iniziato il discepolo ai misteri di Orfeo.

## Giamblico e laVita di Pitagora
Per comprendere la figura di Aglaofamo è necessario capire perché questo personaggio entri, per così dire, nella storia circa le origini del pitagorismo.
Il perché risiede, prima di tutto nel fatto che Aglaofamo è l'anello di congiunzione tra l'Orfismo e la filosofia pitagorica quale protrettico e introduzione alla vera filosofia, quella di Platone.
Il De vita Pythagorica liber
rappresenta il primo libro di una più vasta opera la συναγωγὴ τῶν πυθαγορεὶων δογμάτων (Summa delle dottrine pitagoriche) del medesimo Giamblico, originariamente redatto in dieci libri, di cui ce ne sono giunti solamente 5.
L'opera di Giamblico, la quale si apre con un'invocazione alla divinità, si prefigge di narrare le origini e la dottrina di Pitagora. Ma questo è fatto in luce dell'unico vero obiettivo. La filosofia pitagorica, la quale risulta utilissima nello studio di quello che sarà il Quadrivium (aritmetica, geometria, astronomia, musica), è un'isagoge (un'introduzione) alla "vera filosofia", quella di Platone. Ciò sarà profittevole per comprendere sezioni della Repubblica e soprattutto per il Parmenide, uno testi cardine dei neoplatonici. E per fare questo, Giamblico dovrà muoversi su un duplice fronte: dovrà mostrare come Pitagora sia legato ad un movimento religioso, ovvero l'orfismo, e dall'altro mostrare l'oggettivo legame che lega Platone a Pitagora.

## L'origine del sentimento religioso ed Orfeo
Giamblico continua la sua opera e, per mostrare come e donde certi uomini, ovvero i pitagorici, tra i quali ovviamente Pitagora, abbiano tratto la loro "sapienza", il filosofo di Calcide, mette in campo la figura di Orfeo. In Orfeo "si trovava una modella perspicuo della teologia pitagorica del numero" (Trad. it. di Luciano Montoneri 1973).
Tra le opere scritte da Pitagora, vi era il discorso sugli dei o Discorso sacro, e lo compose "traendo ispirazione da Orfeo". Ed è in questa opera che è detto, a chiare lettere, chi indicò a Pitagora siffatti ragionamenti divini:

Questo è il discorso sugli dèi che io, Pitagora, figlio di Mnemarco, appresi, essendo stato iniziato ai misteri nella tracia Libetro, a opera di Aglaofamo il quale mi rivelò che Orfeo, figlio di Calliope, ispirato dalla madre sul monte Pangeo, diceva: "l'essenza eterna del numbero è il principio più preveggenre dell'universo mondo. e cielo e terra e ciò che ha natura intermedia, oltre cha radice del persistere degli uomini divini e degli dèi e dei demoni". (Trad. it. di Francesco Romano 2012)

## Orfeo
Il lessico Suda (per tramite di Esichio di Mileto), sotto la voce Ὀρφεύς (Ο 654, 9. 654, ll. 22-3, ed. Adler) ci informa che Orfeo era originario della città di Libetra in Tracia: "vicino alla Pieria, ed era figlio di Eagro e di Calliope.
La menzione del monte Pangeo fa riferimento alla tradizione che su questo monte vi fosse un oracolo di Dionisio, ma, come ha dimostrato Perditretz 1910: 29-33, non è mai esistito tale oracolo. Ma il riferimento alla città di Libetra, secondo lo pseudo Eratostene, fu il luogo dove Orfeo, venne dilaniato dalle Bassaridi e morì. Il passo segue affermando che fu un certo Aglaofamo ad iniziare ai misteri di Orfeo Pitagora. Come ha sottolineato Brisson 2000: 240 il nome «Aglaofamo» è una sorta di "invenzione" di Giamblico. Questo è dovuto al fatto che tale nome non è attestato nella letteratura se non proprio a partire da Giablico stesso e che questo è un calco di un aggettivo.

## Aglaofamo
Il nome del maestro di Pitagora è il calco dell'aggettivo ἀγλαόφαμος, forma dorica di ἀγλαόφημος, ovvero "dalla splendida fama". Questo aggettivo lo si trova attestato in soli due passi. (I) Nell'Inno orfico ai Cureti (Orph. Hymn. 34. 4 ed. Quandt) e (II) nell'Inno Orfico alle Muse (Orph. Hymn 76. 2, ed. Quandt). In quest'ultimo, non a caso le Muse della Pieiria, assieme a Calliope (la madre di Orfeo), hanno «fatto conoscere ai mortali le celebrazioni dei misteri» (Trad. it. Ricciardelli 2000). Altro non sappiamo, se non quanto afferma Proclo, nel suo commento al Timeo platonico: ma non aggiunge altro rispetto a Giamblico.